# Vincent von Spreckelsen
Vincent von Spreckelsen (* um 1550 in Hamburg; † 1609 ebenda) war ein Hamburger Oberalter.

## Herkunft und Familie
Spreckelsen war ein Sohn des Oberalten im Kirchspiel Sankt Nikolai Johann von Spreckelsen († 1560) aus dessen Ehe mit Lucia Barschampe und ein Enkel des Hamburger Bürgermeisters Peter von Spreckelsen († 1553).
Er war mit Margaretha Vilters verheiratet. Seine Tochter Gertrud heiratete in erster Ehe Diederich vam Holte, Sohn des Bürgermeisters Diederich vam Holte († 1605), und in zweiter Ehe den Oberalten im Kirchspiel Sankt Jacobi und Senator Johann Wetken (1584–1643). Sein Sohn Erich war dreimal verheiratet und war Vater des Oberalten im Kirchspiel Sankt Katharinen und späteren Senators Joachim von Spreckelsen (1636–1707).

## Leben und Wirken
Im Jahr 1598 wurde Spreckelsen Jurat im Kirchspiel Sankt Nikolai, und 1602 unter die Hundertmänner gewählt. Im Jahr 1608 wurde er für den verstorbenen Albert Hackmann († 1608) zum Oberalten im Kirchspiel Sankt Nikolai gewählt, starb aber schon im Jahr darauf. Sein Nachfolger wurde Hans Schaffshausen (1556–1638).